# سباق باريس روبيه 1994
طواف باريس 1994 هو سباق دراجات هوائية أقيم بتاريخ أبريل 10، تكون السباق من مرحلة واحدة، وامتدّ لمسافة 270 كم، وبسرعة 36.158 كم/س، استغرق السباق 7 ساعات و28 دقيقة و02 ثانية.